# 28.ª Brigada Mecanizada Independiente (Ucrania)

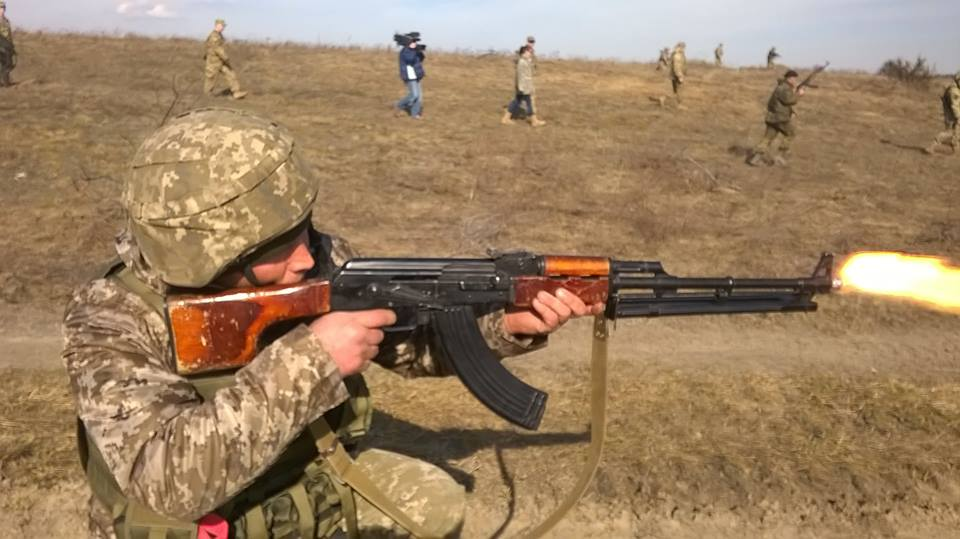
Fusilero de infantería de la 28.ª brigada mecanizada.

La 28.ª Brigada Mecanizada Caballeros de la Campaña de Invierno: Es una brigada mecanizada y unidad militar pertenecientes de las Fuerzas Terrestres de Ucrania.

## Historia
La 28.ª División de Fusileros de la Guardia original se formó durante la Segunda Guerra Mundial a partir de la 180.ª División de Fusileros en mayo de 1942. La división luchó en Járkov e Iași. Fue con el 37.º Ejército en Bulgaria en mayo de 1945. Durante la década de 1980, la entonces 28.ª División de Fusileros Motorizados de la Guardia era parte del 14.º Ejército de la Guardia con base en Chisináu, en la República Socialista Soviética de Moldavia (Distrito Militar de Odesa). Después de la caída de la Unión Soviética, pasó a formar parte del sexto cuerpo de ejército ucraniano reorganizado. Después de que el 6.º Cuerpo de Ejército se disolviera en 2013, la brigada pasó a formar parte del Comando Operacional Sur.
La brigada luchó en la Guerra del Dombás. El 22 de agosto de 2016, se eliminó su título de Guardias. El 22 de agosto de 2019, por decreto del presidente Volodímir Zelenski, el nombre oficial de la brigada se convirtió en: 28.a Brigada Mecanizada Independiente, nombrada en honor a los Caballeros de la Primera Campaña de Invierno.
La brigada está participando en la defensa de Ucrania durante la invasión rusa de Ucrania en 2022, principalmente en el sur. Según el presidente del Consejo Público de la Administración Estatal Regional de Odesa, Serhiy Bratchuk, los rusos intentaron hacer un desembarco marítimo y aéreo en Kobleve, en la costa del Mar Negro del área de Mykolaiv. Como resultado de las acciones de la Brigada 28, el intento de las Fuerzas Armadas Rusas de realizar un desembarco fracasó, perdiendo hasta 25 soldados. Dos saboteadores más fueron detenidos en el pueblo de Kobleve. El 23 de julio de 2022, durante la Invasión rusa de Ucrania de 2022, el comandante de la brigada Viktor Huliaiev falleció en la región de Mykolaiv en los combates. El 12 de noviembre, elementos de la brigada fueron vistos ingresando a Jersón como parte de la liberación de la ciudad durante la Contraofensiva Ucraniana de 2022.

## Estructura actual
A partir de 2017, la estructura de la brigada era la siguiente:
- 28ª Brigada Mecanizada, Chornomorske
  - Compañía del Cuartel general
  - 1.er Batallón Mecanizado
  - 2.º Batallón Mecanizado
  - 3.er Batallón Mecanizado
  - Batallón de Tanques
  - Grupo de Artillería de Brigada
    - Cuartel general y batería de adquisición de objetivos
    - Batallón de Artillería Autopropulsada (2S3 Akatsiya)
    - Batallón de Artillería Autopropulsada (2S1 Gvozdika)
    - Batallón de artillería de cohetes (BM-21 Grad)
    - Batallón de Artillería Antitanque (MT-12 Rapira)

  - Batallón de Artillería de Misiles Antiaéreos
  - Batallón de Ingenieros
  - Batallón de Mantenimiento
  - Batallón Logístico
  - Compañía de reconocimiento
  - Compañía de Francotiradores
  - Compañía Guerra electrónica
  - Compañía de señales
  - Compañía de radares
  - Compañía de Defensa Nuclear, Radiológica, Biológica y Química
  - Compañía Médica